# Orchestra Filarmonica Reale di Stoccolma
L'Orchestra Filarmonica Reale di Stoccolma (in svedese Kungliga Filharmonikerna o Kungliga Filharmoniska Orkestern, lett. "Filarmonica Reale" o "Orchestra Filarmonica Reale") è un'orchestra sinfonica svedese con sede a Stoccolma.

## Storia
L'orchestra venne fondata nel 1902 come "Società dei concerti di Stoccolma" (Stockholms Konsertföreningens orkester) ma divenne un complesso permanente soltanto nel 1914. Dal 1926 ha la sua sede alla Stockholm Konserthuset.
Dal 1937 l'emittente radiofonica Radiotjänst utilizzò l'orchestra come sua orchestra principale, invece di averne una propria.
Nel 1957 venne ribattezzata "Orchestra Filarmonica di Stoccolma" (Stockholms Filharmoniska Orkester) e nel 1992 ha acquisito la denominazione attuale, facendo seguito del patronato concessole dalla famiglia reale svedese.
Georg Schnéevoigt fu il primo Direttore principale dell'orchestra, dal 1915 al 1924. L'attuale Direttore principale è dal 2008 il finlandese Sakari Oramo, scritturato con un contratto iniziale di 3 anni. Il contratto di Oramo è stato prolungato varie volte e rimarrà in carica almeno fino al 2021.
L'orchestra partecipa annualmente alla cerimonia di premiazione del Premio Nobel e del Polar Music Prize. Promuove inoltre due festival alla Stockholm Concert Hall, lo Stockholm International Composer Festival e il Composer Weekend, focalizzato sui compositori contemporanei svedesi.

## Direttori principali
- Georg Schnéevoigt (1915–1924)
- Václav Talich (1926–1936)
- Fritz Busch (1937–1940)
- Carl Garaguly (1942–1953)
- Hans Schmidt-Isserstedt (1955–1964)
- Antal Doráti (1966–1974)
- Gennadi Rozhdestvensky (1974–1977)
- Yuri Ahronovitch (1982–1987)
- Paavo Berglund (1987–1990)
- Gennadi Rozhdestvensky (1991–1995)
- Andrew Davis e Paavo Järvi (1995–1998)
- Alan Gilbert (2000–2008)
- Sakari Oramo (2008–in carica)